# IC 2563
IC 2563 ist eine Balken-Spiralgalaxie vom Hubble-Typ SBcd/P im Sternbild Antlia am Südsternhimmel. Sie ist schätzungsweise 51 Millionen Lichtjahre von der Milchstraße entfernt.
Das Objekt wurde am 1. Mai 1900 von DeLisle Stewart entdeckt.